# Alto Tulijá 2da. Sección
Alto Tulijá 2da. Sección är en ort i Mexiko.   Den ligger i kommunen Macuspana och delstaten Tabasco, i den sydöstra delen av landet, 700 km öster om huvudstaden Mexico City. Alto Tulijá 2da. Sección ligger 14 meter över havet och antalet invånare är 313.
Terrängen runt Alto Tulijá 2da. Sección är kuperad söderut, men norrut är den platt. Runt Alto Tulijá 2da. Sección är det ganska glesbefolkat, med 38 invånare per kvadratkilometer. Närmaste större samhälle är Salto de Agua, 7,7 km söder om Alto Tulijá 2da. Sección. Trakten runt Alto Tulijá 2da. Sección består till största delen av jordbruksmark.